# Průtržník
Průtržník (Herniaria) je rod převážně drobných, sobě dost podobných rostlin, který je tvořen asi 45 druhy a přísluší do čeledě hvozdíkovitých, kde je řazený do podčeledě Paronychieae. Tyto byliny vyrůstají v Evropě, na Kanárských ostrovech, ve Střední a Jihozápadní Asii, Severní Africe i v Andách v Jižní Ameriky.

## Popis
Drobné, vytrvalé nebo vzácně jednoleté rostliny, které vyrůstají z tenkého, kůlovitého kořene a u spodu výjimečně dřevnatí. Obvykle mají po zemi rozprostřené poléhavé až vystoupavé lodyhy, které se již od báze hustě větví. Jsou porostlé protistojnými nebo střídavými, jednožilnými, téměř přisedlými lístky asi 0,5 cm dlouhými, jejichž čepele jsou úzce elipsovité až obvejčité, na vrcholu zahrocené či okrouhlé a po obvodě celokrajné. Listy mají drobné palisty.
Oboupohlavné, ojediněle jednopohlavné, drobné, čtyř až pětičetné květy na kratičkých stopkách jsou stěsnány do květenství klubíček, která vyrůstající z úžlabí nebo proti listům na kratičkých větvičkách. Volné korunní lístky (bývají považované za zakrslé patyčinky) jsou nitkovité, velmi krátké a zelenkavě zbarvené. Vytrvalé, zelenobílé kališní cípy jsou částečně srostlé. V květu jsou dvě až pět tyčinek s krátkými nitkami, u báze mají nektaria a nesou vejčité prašníky. Svrchní, jednopouzdrý semeník, vytvořený ze dvou neb tří plodolistů, má dvě až tři vespod srostlé krátké čnělky s kulovitými bliznami.
Plody jsou vejčité neb elipsovité, nepukavé, jednosemenné tobolky. Obsahující po jednom vejčitém, slabě zploštělém, tmavě zbarveném semenu s hladkým a lesklým osemením. Základní chromozomové číslo rodu je x = 9.

## Význam
Některé druhy jsou zařazované k léčivým bylinám, hlavně průtržník lysý a průtržník chlupatý. Jejich kvetoucí lodyhy obsahující četné kumariny (např. herniarín), alkaloidy (např. paronychín), saponiny, flavonoidy i silice a v usušeném stavu se prodávají se pod názvem „Herba herniariae“. Výluh z této drogy se používá se jako diuretikum, při zánětech ledvin, močových cest i pro uvolněn hlenu z dýchacích cest. V minulosti rostlina sloužila i k léčbě „průtrže“, dnes kýly (latinsky hernia) a odtud pochází i rodové jméno Herniaria.

## Taxonomie
V ČR rostou ve volné přírodě dva původní druhy:
- průtržník lysý (Herniaria glabra L.) – poměrně hojný
- průtržník chlupatý (Herniaria hirsuta L.) – kriticky ohrožený

V posledních létech se v české přírodě příležitostně objevují dva zavlečené neofyty:
- průtržník popelavý (Herniaria cinerea DC.) – od roku 1960
- průtržník šedý (Herniaria incana Lam.) – od roku 1986.[7][8]

## Galerie

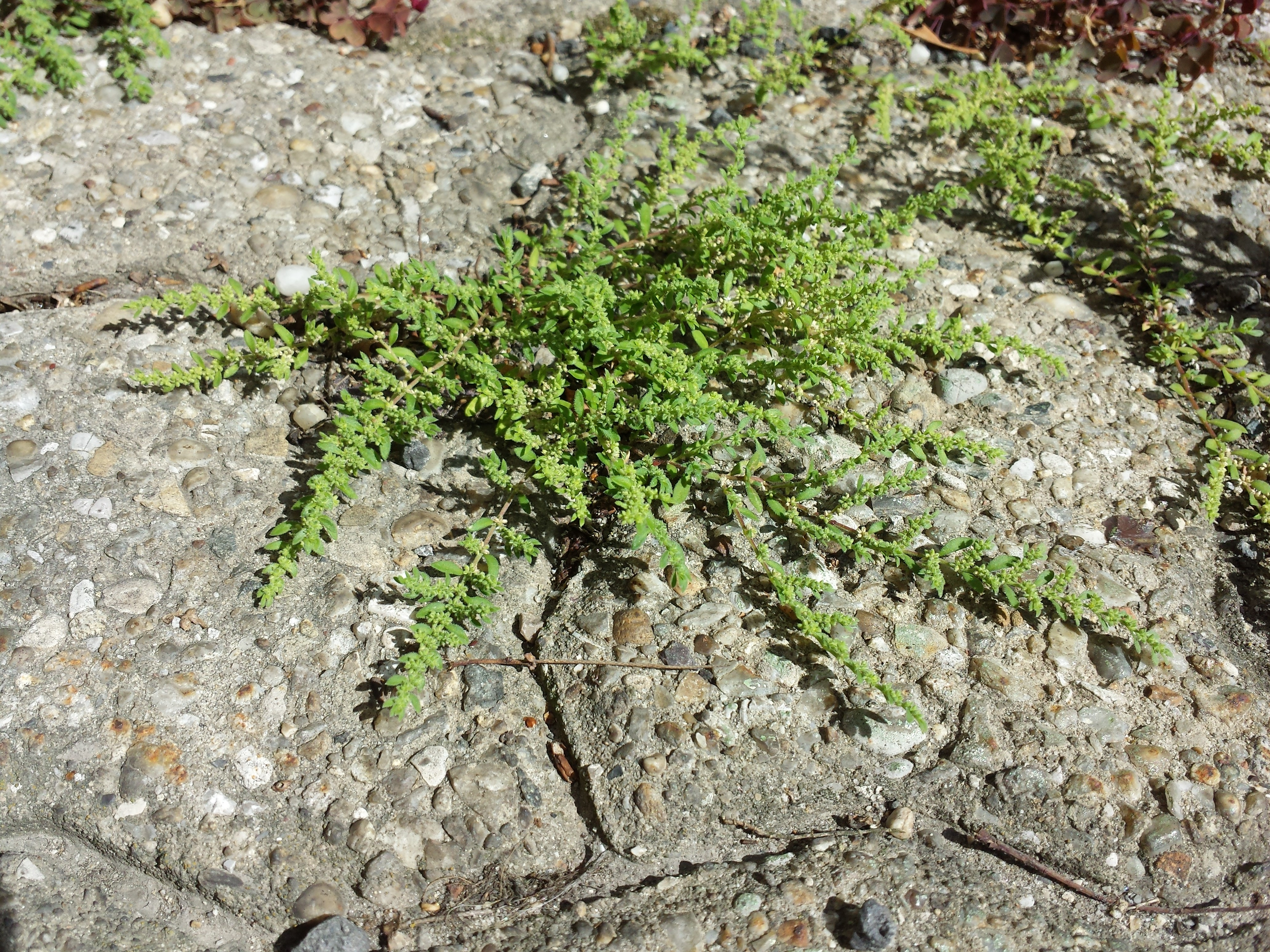
Rozrůstající se průtržník chlupatý
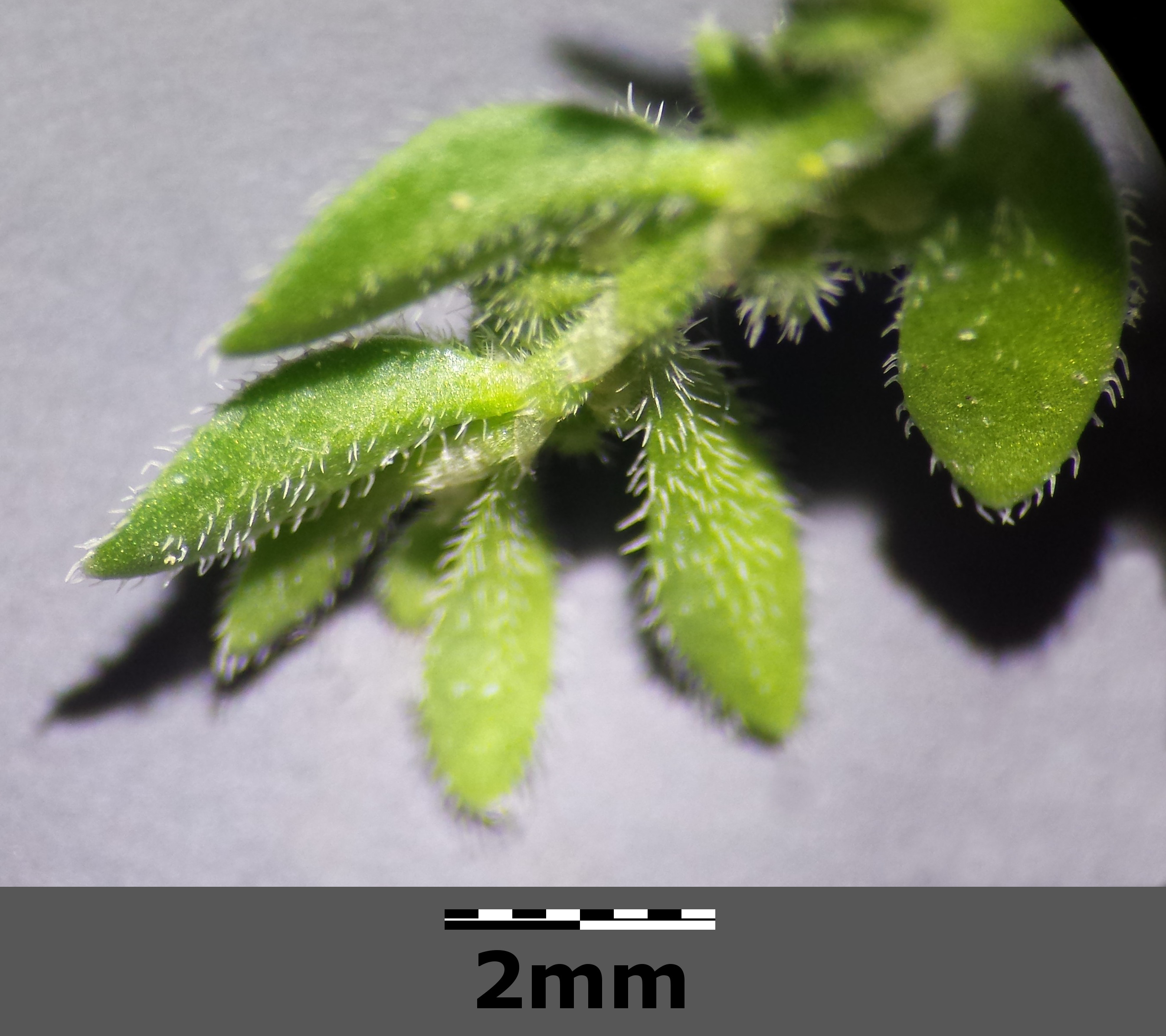
Listy průtržníku chlupatého
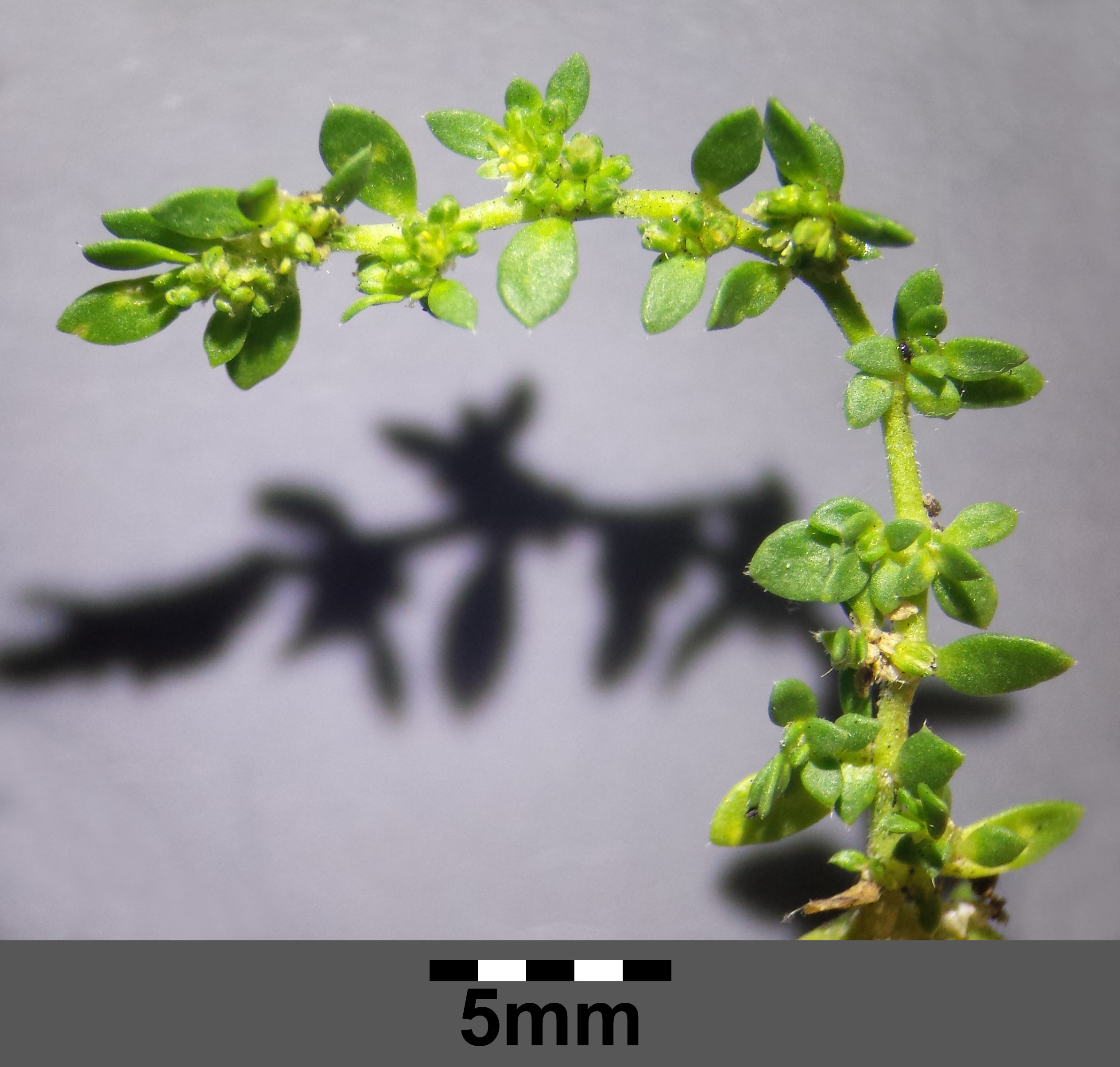
Květenství průtržníku lysého
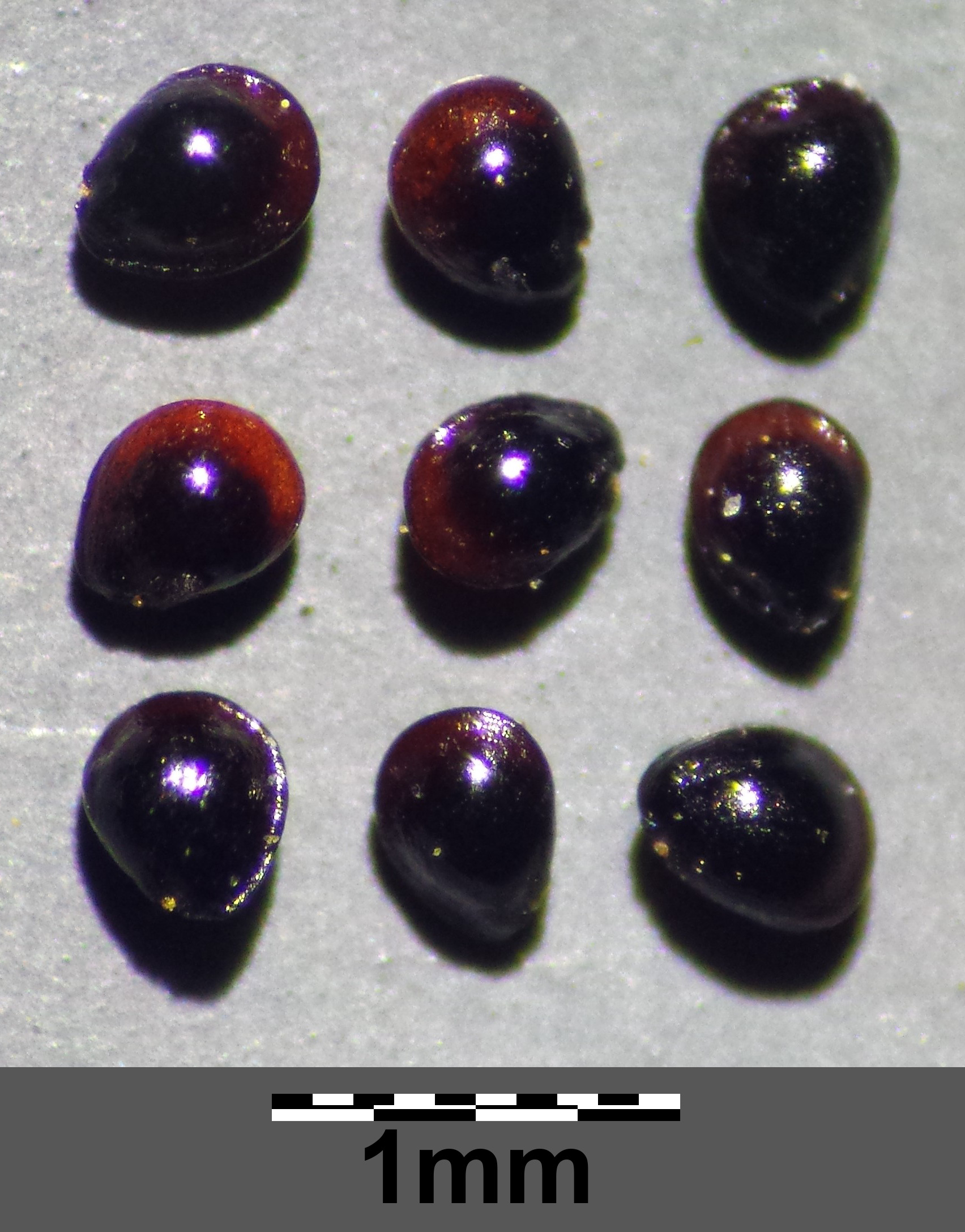
Semena průtržníku chlupatého